# Escrava Anastacia
Escrava Anastacia (deutsch Sklavin Anastacia) ist eine im brasilianischen Volksglauben verehrte Heilige, welche jedoch nicht von der römisch-katholischen Kirche als solche anerkannt wird. In Brasilien ist sie als Santa Anastácia (Heilige Anastacia) weiterhin populär.  
Überlieferungen zum Leben der Escrava Anastacia sind teils widersprüchlich. Manche Überlieferungen verorten ihre Geburt in Afrika, wo sie versklavt und dann nach Brasilien verkauft worden sei. Andere Überlieferungen behaupten, sie sei in Brasilien geboren worden. Historiker, wie bspw. Guilherme Schubert vom Instituto Histórico e Geográfico Brasileiro, bestreiten hingegen ihre tatsächliche Existenz. 

## Ikonographie
Den Mythen um Escrava Anastacia ist gemein, dass sie eine Strafmaske (Máscara de flandres) habe tragen müssen, weil sie sich ihrem Besitzer widersetzt habe. Eine Zeichnung einer beliebigen Sklavin mit Mundmaske des französischen Autors Jacques Arago aus dem 19. Jahrhundert, wurde zu einem Sinnbild für Anastacia. Abbildungen von heutigen Andachtsräumen zeigen kleine Puppenköpfe aus Holz oder Plastik und Heiligenbildchen, es werden Votivgaben hinterlegt.

## Anastacia livre
Anastacia livre ist Teil der Installation „Monumento A Voz da Anastica“ des brasilianischen Künstlers Yhuri Cruz aus dem Jahr 2019. Das Bild stellt eine exakte Kopie des Gemäldes von Jacques Arago im Format von Andachtsbildern dar, allerdings ist darauf Anastacia ohne die Strafmaske dargestellt. Nach Aussagen des Künstlers solle die befreite Anastacia via Zeitreise ins 17. Jahrhundert zurückkehren, um die misshandelte und gefolterte Frau zu befreien. Bei ihrem Auftritt bei „Big Brother Brasil“ 2022 trug die Sängerin Linn da Quebrada ein T-Shirt mit dem Abdruck des Bildes von Yhuri Cruz.